# Donald John Lewis
Donald John Lewis (25 janvier 1926 - 25 février 2015), mieux connu sous le nom de DJ Lewis, est un mathématicien américain spécialisé dans la théorie des nombres.

## Biographie
Lewis obtient son doctorat en 1950 à l'Université du Michigan sous la direction de Richard Dagobert Brauer, et est ensuite boursier NSF à l'Institute for Advanced Study de Princeton (1952-1953), chercheur principal NSF (1959-1961), chercheur senior chercheur invité à l'Université de Cambridge (1965, 1969), chercheur invité à l'Université d'Oxford (1976) et boursier Humboldt (1980, 1983).
Il préside le Département de mathématiques de l'Université du Michigan (1984-1994) et est directeur de la Division des sciences mathématiques de la National Science Foundation (NSF). Il est longtemps actif au sein de l'American Mathematical Society (AMS) et reçoit en 1995 son Distinguished Public Service Award.